# Kat Von D
Kat Von D, vlastním jménem Katherine von Drachenberg (* 8. března 1982 Montemorelos, Mexiko), je mexicko-americká tatérka, modelka a muzikantka. Kat von D se narodila ve státě Nuevo León v Mexiku. Do Států se přestěhovala ve čtyřech letech. Nejvíce se proslavila účinkováním v televizní reality show LA Ink, která měla premiéru 7. 8. 2007 a které byly natočeny čtyři série.

## Rodina
Má dva sourozence, sestru Karoline a bratra Michaela, které bylo možné zahlédnout v jednom z dílů LA Ink. Rodiče René Drachenberg a Sylvia Galeano se narodili v Argentině. Avšak René má německé předky a Sylvia má španělsko-italské kořeny. Na formování jejího uměleckého cítění měla ovšem největší podíl její babička Clara von Drachenberg.
Ta ji přivedla k hudbě a ke hře na piano, které se věnuje od svých šesti let. Kat se netají svým obdivem k hudebnímu skladateli Beethovenovi, jehož portrét si dokonce dala vytetovat na nohu. Na svém těle má mimo to i jména svých oblíbených hudebních kapel, jako HIM, Misfits, Turbonegro, ZZ Top, Guns N 'Roses, AC/DC, Slayer, Mike Got spiked a upravené logo Metallicy na "Slutallica".

## Kariéra
První tetování měla už v jejích 14 letech. Bylo to staroanglické "J" na kotníku, jako upomínka na ztracenou lásku. Další tetovaní, které Kat udělala, bylo pro své přátele, podomácku vyrobeným tetovacím strojkem. Záhy opustila v 16 letech školu a začala se věnovat tetování naplno.
V roce 1998 otevřela své první profesionální studio známé pod názvem SIN CITY TATTOO, které bylo v sousedství jejího tehdejšího domova. O jeden a půl roku později se přesunula do studia BLUE BIRD TATTOO v Pasadeně a o rok později do studia RED HOT TATTOO v Arcadii.
Po necelých dvou letech začala pracovat ve studiu INFLICTIONS v Kalifornii. Toto období označuje Kat jako jedno z nejlepších v jejím životě. Práce s profesionály v INFLICTIONS studiu pomohla Kat rozvíjet své schopnosti a profesně vyzrát, díky čemuž se dostala do studia TRUE TATTOO a k možnosti spolupracovat s Clayem Deckerem a Chrisem Garverem, který se proslavil účinkováním v show Miami Ink.
V roce 2005 začala von D účinkovat v reality showMiami Ink, kde vystupovala po boku tatérů Ami Jamese, Chrise Núñeze, Chrise Garvera, Darrena Brasse a Yojiho Harady. Reality show po neshodách s Ami Jamesem po čtyřech sériích nakonec opustila. Nicméně ihned poté, roku 2007 rozběhla vlastní reality show LA Ink, která běžela až do roku 2011. V rámci reality show mimo jiné dosáhla Kat světového rekordu, když během jediného dne udělala 400 tetování.
V roce 2008 navrhla svoji první vlastní kosmetickou kolekci pro značku Sephora s kterou spolupracuje dodnes.
V září roku 2010, otevřela Kat uměleckou galerii a butik Wonderland Gallery, kde navrhla vlastní kolekci oblečení.
Kat von D vydala již dvě knihy. Její první knihou byla High Voltage Tattoo, vydaná roku 2009, kde Kat představila svoji dosavadní tvorbu v oblasti tetování. Druhá kniha The Tattoo Chronicles, vydaná roku 2010, je ilustrovaným deníkem zachycujícím události během jednoho roku života tatérky.
Kat von D se stala oblíbenou a vyhledávanou tatérkou celebrit. Mezi její klientelu se tak zařadily hvězdy jako Lady Gaga, Miley Cyrus, Jessie James, Beyonce, Demi Lovato, Denise Richard, Ewan McGregor, Jared Leto, Dave Navarro, Steve-O, Rihanna, John Mayer, Billie Joe Armstrong, Lil Wayne, Eminem, Nicki Minaj, Hayley Williams, Anthony Keidis, Amy Winehouse, Eve, Diddy, Nikki Sixx, Frank Iero
a další.

## Osobní život
V roce 2003 se Kat provdala za tatéra Olivera Pecka (znám z reality show Ink Master), avšak manželství nemělo dlouhého trvání a roku 2008 se nechali rozvést. Mezi lety 2008 a 2010 chodila Kat s baskytaristou Nikki Sixxem. Další vážný vztah měla Kat s Jassie Jamesem, s nímž byla zasnoubena, ale nakonec se v září 2011 definitivně rozešli. Poté byla Kat zasnoubena s hudebním producentem Joel Zimmermanem, známým pod pseudonymem Deadmau5, avšak roku 2013 se rozešli.
V únoru 2018 se provdala za Rafaele Reyese. V listopadu téhož roku se jim narodil syn.

## Televize
- Pimp my ride
- Miami Ink
- LA Ink
- The bleeding (upírka Vanya)
- The Late Show with David Letterman
- Ellen Degeneres show